# Mieczysław Krzemiński
Mieczysław Krzemiński, właśc. Mojżesz Flamenbaum, ps. „Władek” (ur. 1 maja 1915 w Warszawie) – polski Żyd, funkcjonariusz służb bezpieczeństwa PRL.

## Życiorys
Urodził się jako Mojżesz Flamenbaum, syn Josefa (Józefa) i Hindy (Alicji) Birenbaum. Po nastaniu okupacji niemieckiej przebywał w getcie warszawskim, w którym od 19 kwietnia do połowy maja 1943 uczestniczył w tamtejszym powstaniu. Po aresztowaniu trafił do obozu zagłady w Treblince. Uciekł z obozu i od połowy 1943 walczył w szeregach partyzantki dowodzonej przez komendanta Obwodu nr 2 Kazimierza Sidora w składzie Gwardii Ludowej. Od 1944 działał w Armii Ludowej.
U kresu wojny w maju 1945 Główny Zarząd Polityczno-Wychowawczy Wojska Polskiego przydzielił go do służby w Ministerstwie Bezpieczeństwa Publicznego w Warszawie. Tam od 30 maja 1945 pełnił funkcję młodszego referenta, a od 17 czerwca 1945 referenta w Wydziale do Walki z Bandytyzmem. Następnie pracował w Departamencie II, gdzie sprawował funkcję: od 1 października 1945 starszego referenta w Sekcji Radiowej Wydziału Łączności, od 1 grudnia 1946 zastępcy kierownika i p.o. kierownika w Sekcji I Wydziału Zaopatrzenia Technicznego, od 1 maja 1947 p.o. naczelnika Wydziału Zaopatrzenia Technicznego, od 1 kwietnia 1948 zastępcy naczelnika i p.o. naczelnika Wydziału VI, od 1 czerwca 1949 naczelnika Wydziału VI. W 1947 był w stopniu porucznika. Od 1 czerwca 1950 był naczelnikiem Wydziału V w Departamencie Łączności, a od 1 kwietnia 1955 do 31 marca 1957 w stopniu majora naczelnikiem Wydziału V w Departamencie Łączności Komitetu do spraw Bezpieczeństwa Publicznego. Podczas służby kilkakrotnie odbywał delegacje w NRD (1950, 1953, 1955).
Był członkiem Związku Żydów byłych Uczestników Walki Zbrojnej z Faszyzmem.
20 stycznia 1969 wyjechał na stałe do Izraela. W ramach czystki antysemickiej w Wojsku Polskim 26 marca 1971 decyzją podpisaną przez gen. broni Wojciecha Jaruzelskiego został zdegradowany „z powodu braku wartości moralnych”.
Był mężem Ali Somer-Bobreckiej, mieli syna Josifa (Józefa) (ur. 1946).
Jego nazwisko znalazło się na liście Wildsteina, upublicznionej na początku 2005.

## Ordery i odznaczenia
- Order Krzyża Grunwaldu III klasy (16 września 1947)[7]
- Krzyż Srebrny Orderu Virtuti Militari (29 kwietnia 1947)[8]